# 尹晋华
尹晋华（1954年3月—），山西兴县人。男，汉族。中华人民共和国政治人物。1970年12月参加工作，1973年11月加入中国共产党。第十八届中央纪委委员。

## 生平
历任太原市人民检察院人事处处长、政策研究室主任，最高人民检察院控告申诉检察厅干部、办公室副主任，中央纪委驻最高人民检察院纪检组(监察局)正处级检查员、办公室主任(副局级)，最高人民检察院监察局副局长，最高人民检察院政治部干部部部长、政治部副主任。2009年9月，任司法部政治部主任。
2010年12月，任中共河南省委常委、纪委书记。2016年10月，不再担任中共河南省委常委、纪委书记。